# Norra Ingaröstrand
Norra Ingaröstrand est une localité de Suède dans la commune de Värmdö située dans le comté de Stockholm.
Sa population était de 850 habitants en 2019.